# کت دیلی
کاترین الیزابت "کت" دیلی (انگلیسی: Catherine Elizabeth "Cat" Deeley؛ زادهٔ ۲۳ اکتبر ۱۹۷۶) یک مجری تلویزیون، بازیگر، خواننده و مدل اهل انگلستان است که از سال ۱۹۹۴ میلادی تاکنون مشغول فعالیت بوده و در بریتانیا و ایالات متحده مستقر است. او در سال ۲۰۰۱ برنده جایزه کودکان بفتا شد و در ایالات متحده پنج بار برای جایزه امی نامزد شده است.
کت دیلی از سال ۲۰۰۳ به عنوان یکی از حامیان بیمارستان بزرگ خیابان اوموند لندن برای کودکان بیمار در سراسر اروپا فعال است و از دسامبر سال ۲۰۰۹ سفیر یونیسف بریتانیا شد. او با کمدین و شخصیت تلویزیونی اهل ایرلند شمالی و پاتریک کیلتی ازدواج کرده است.